# Embassy (casa discografica)
La Embassy è stata una casa discografica italiana, attiva negli anni cinquanta.

## Storia
La casa discografica, che aveva sede a Milano, faceva parte, insieme ad altre come la Silver, la SIR, la Pig e l'IPM, del gruppo Italmusica, ed era guidata, per quel che riguarda la direzione artistica, da Vanni Moretto.
Tra gli artisti più noti che incisero per la casa discografica vi furono Enzo Amadori, Angela e Pippo Starnazza.

## Dischi
La datazione qui riportata si basa sull'etichetta del disco o sulla copertina; qualora nessuno di questi elementi abbia una datazione, è basata sulla numerazione del catalogo; talora è, infine, basata sul codice della matrice di stampa. Se esistenti, sono riportati, oltre all'anno, il mese e il giorno (quest'ultimo dato si trova, a volte, stampato sul vinile).

### 33 giri 25 cm
| Numero di catalogo | Anno | Interprete                            | Titoli                                         |
| ------------------ | ---- | ------------------------------------- | ---------------------------------------------- |
| ER 7001            | 1957 | Harry Brown and his Orchestra         | American Successes                             |
| ER 7002            | 1957 | Harry Brown and his Orchestra         | American Successes                             |
| ER 7003            | 1957 | Dos Santos e la sua Orchestra tipica  | Dos Santos e la sua Orchestra tipica           |
| ER 8001            | 1957 | Jim Danglas and his Orchestra         | Jim Danglas and his Orchestra                  |
| ER 8002            | 1957 | Louis Kaye and his Orchestra          | Louis Kaye and his Orchestra                   |
| ER 8006            | 1957 | Milan College Jazz Society            | Milan College Jazz Society                     |
| ER 8007            | 1957 | The Happy Boys                        | The Happy Boys                                 |
| ER 8015            | 1957 | Harry Brown and his Orchestra         | International Hit's (album)                    |
| ER 8016            | 1957 | Harry Brown and his Orchestra         | American Successes                             |
| ER 8017            | 1957 | Dos Santos e la sua Orchestra tipica  | Ritmos Sul Americanos Vol.II                   |
| ER 8019            | 1957 | Rota e Zucchi                         | Una ocarina, una fisarmonica e un po' di ritmo |
| ER 8021            | 1957 | Harry Brown and his Orchestra         | Successi da film                               |
| ER 8025            | 1957 | William Fornaciari e il suo complesso | Motivi di tutto il mondo                       |
| ER 8026            | 1957 | Quintetto Arlecchino                  | Quintetto Arlecchino                           |
| ER 8027            | 1957 | Giorgio Santiano                      | Giorgio Santiano fisarmonica e ritmi           |
| ER 8031            | 1958 | Peter Pietra                          | Peter Pietra e la sua orchestra vol II         |
| ER 8034            | 1958 | Giorgio Santiano                      | Giorgio Santiano e il suo complesso            |

### 33 giri 30 cm
| Numero di catalogo | Anno | Interprete                                                                             | Titoli                               |
| ------------------ | ---- | -------------------------------------------------------------------------------------- | ------------------------------------ |
| ERO 501            | 1957 | Alda Sileni                                                                            | Una voce italiana nel mondo Vol. 1   |
| ERO 502            | 1957 | Alda Sileni                                                                            | Una voce italiana nel mondo Vol. 2   |
| ERO 503            | 1957 | Alda Sileni                                                                            | Una voce italiana nel mondo - Vol. 3 |
| ERO 504            | 1957 | Emilio Nanni                                                                           | Canzoni italiane nel mondo           |
| ERO 511            | 1958 | Testo Fabian Musiche Agavi                                                             | Un Cow boy a Toc City                |
| ERO 512            | 1958 | Enzo Amadori                                                                           | Le canzoni di Sanremo                |
| ERO 513            | 1958 | Enzo Amadori                                                                           | Le canzoni di Sanremo vol. 2         |
| ERO 515            | 1958 | Enzo Amadori                                                                           | Nostalgia. Canzoni di ieri           |
| ERO 516            | 1958 | Enzo Amadori                                                                           | Canzoni d'amore                      |
| ERO 522            | 1958 | Enzo Amadori                                                                           | Enzo Amadori e il suo quintetto      |
| ERO 523            | 1958 | Enzo Amadori                                                                           | Enzo Amadori                         |
| ERO 524            | 1958 | Enzo Amadori                                                                           | Enzo Amadori e il suo quintetto      |
| ERO 525            | 1958 | Luciano Zuccheri                                                                       | Luciano Zuccheri e la sua chitarra   |
| ERO 527            | 1959 | Enzo Amadori                                                                           | Sanremo '59 Vol.1                    |
| ERO 528            | 1959 | Enzo Amadori                                                                           | Sanremo '59 Vol.2                    |
| ERO 534            | 1960 | Angela (sul lato A)/I Nobili, voci soliste Rino Fabbri e Franco Pignataro (sul lato B) | Sanremo 1960                         |

### EP
| Numero di catalogo | Anno | Interprete                                                      | Titoli                                                                             |
| ------------------ | ---- | --------------------------------------------------------------- | ---------------------------------------------------------------------------------- |
| EP 102             | 1957 | Peter Pietra                                                    | The banana boat song/L'isola del sole/Calypso italiano/Notte stellata              |
| EP 103             | 1957 | Peter Pietra                                                    | Gyddi up a ding dong/Rock around the clock/I wanna/foolish rock                    |
| EP 105             | 1958 | Orchestra Internazionale Raffaele Paverani, canta Gino Corcelli | Un treno per Yuma/Sixteen tons/O. K. Corral/Lungo fiume                            |
| EP 106             | 1958 | Orchestra Internazionale Raffaele Paverani                      | Strada 'nfosa/'nu colpo 'e viento/Tititi tititi tititi/Napulitana bella            |
| EP 107             | 1958 | Orchestra Internazionale Raffaele Paverani, canta Gino Corcelli | Love letters in the sand/ Merci Cherie / Bernardine / A t'regarder                 |
| EP 110             | 1958 | Emilio Celli                                                    | Un canto d'amore/Sincerily/La bottega dei sogni/Trappole d'amore                   |
| EP 112             | 1958 | Nino Casiroli                                                   | Domenica è sempre domenica/Lontani ricordi/Passa una nuvola in ciel/Devi dire "Si" |
| EP 119             | 1958 | Umberto Case'                                                   | Celebre mazurca/Vecchi tempi/Santa Lucia/Ole'                                      |
| EP 126             | 1958 | Enzo Amadori                                                    | Juke-box/Come prima/Ho rubato un sogno/Quando tu...amor                            |
| EP 129             | 1958 | Peter Pietra                                                    | Colonel bogey/L'allegro Johnny/Marching string/Sei tanto bella                     |
| EP 131             | 1958 | Pippo Starnazza                                                 | Ciribiribin/Sono bello/Squa Squa/Se tu sei mia                                     |
| EP 132             | 1958 | Pippo Starnazza                                                 | Cara piccina/Calypso blu/I love you/Alonzo                                         |
| EP 133             | 1958 | Enzo Amadori                                                    | Il primo pensiero/Ba... ba... baciami piccina/Romantica avventura/La paloma bianca |
| EP 141             | 1959 | Enzo Amadori                                                    | Magic Moments/Vicino a te/Il sole sorge a Roma/Con tutto il cuor                   |
| EP 146             | 1959 | Nino Casiroli e il suo complesso                                | Bruna maestrina/Bedda bedda/Sempre più mia/Non mi respinger più                    |
| EP 152             | 1959 | Umberto Case'                                                   | Per te/La doccia/Ciribiridin/Alla radio                                            |
| EP 155             | 1960 | Angela                                                          | Sanremo 1960                                                                       |
| EP 156             | 1960 | I Nobili                                                        | Sexy Baby/Libero/E' mezzanotte/Romantica                                           |

### 45 giri
| Numero di catalogo | Anno             | Interprete                                                      | Titoli                                      |
| ------------------ | ---------------- | --------------------------------------------------------------- | ------------------------------------------- |
| EB 01              | 1958             | Orchestra Internazionale Raffaele Paverani, canta Gino Corcelli | Bernardine/Napulitana bella                 |
| EB 003             | 1959             | Enzo Amadori                                                    | Come prima/Carrozzella romana               |
| EB 013             | 1959             | Enzo Amadori                                                    | Magic moments/Vicino a te                   |
| EB 021             | 1960             | Rodriguez Quinto y sua orquesta tipica                          | A media luz/A Tucuman                       |
| EB 027             | 1960             | I Nobili                                                        | Sexy Baby/Tobacco Road                      |
| EB 042             | 1960             | Emilio Lepre due fise e ritmi                                   | La fattoria/Fior di siepe                   |
| EB 065             | 1960             | Enzo Amadori e il suo Quintetto                                 | Resta cu'mme/Napoli (senza luna)            |
| EB 068             | 1960             | Silvio Barni con Nino Casiroli e il suo complesso               | Perché sperar?/Ciao amore                   |
| EB 071             | 1960             | Tonino e' Napule e il suo complesso                             | Sarrà chi sa/Sta miss 'nciucio              |
| EB 072             | 1960             | Tonino e' Napule e il suo complesso                             | Vieneme 'nzuonno/Suttanella e cazunciello   |
| EB 083             | 1960             | Angela                                                          | E' vero/Quando vien la sera                 |
| EB 084             | 1960             | I Nobili                                                        | Libero/Romantica                            |
| EB 085             | 1960             | Angela                                                          | Angela (bambina cattiva)/Mordo              |
| EB 086             | 1960             | Angela                                                          | Tam tam/Ti darei la mia vita                |
| EB 087             | 1960             | I Nobili                                                        | La dolce vita/Sexy Baby                     |
| EB 088             | 1960             | Angela                                                          | Rock della naja/Scotto...!                  |
| EB 095             | 1960             | I Nobili                                                        | Champagne cha cha/Che fai                   |
| EB 097             | 1960             | I Nobili                                                        | I piaceri dello scapolo/Non si sa           |
| EB 103             | 1961             | Piero Scocchi fisarmonicista                                    | Fior di siepe/Valzer biondo                 |
| EB 106             | 1961             | Mario Spani (sul lato A)/Franco Muzio (sul lato B)              | T'aspetterò/Franco e Giuliana               |
| EB 108             | 16 febbraio 1961 | I Notturni con il Quartetto Vocale I Magicals                   | Musicalmente/Un altro mondo                 |
| EB 122             | 1961             | Piero Scocchi organo e ritmi                                    | Las secretarias/El raclo                    |
| EB 126             | 1961             | Piero Scocchi organo e ritmi                                    | Carillon cha cha cha/Apocalisse cha cha cha |
| EB 128             | 1961             | Luciana Milan (sul lato A)/Loredana (sul lato B)                | Cha cha cha del camionista/Al mondo griderò |
| EB 140             | 1961             | Nino Ragno                                                      | L'astronauta/Tedeschina va                  |
| EB 141             | 1961             | Alberto Fonda                                                   | Gioventù enigmistica/Se tu mi ami           |
| EB 142             | 1961             | A. Guarnieri con l'orchestra di Mario Battaini                  | Un'isoletta alle Hawaii/Incredibile amore   |